# Minoru Chiaki
Minoru Chiaki (千秋 実, Chiaki Minoru), né le 28 juillet 1917 (selon certaines sources le 30 juillet 1917) à Bifuka (Hokkaidō, sous-préfecture de Kamikawa) et mort le 1er novembre 1999 à Fuchū (Tokyo), est un acteur japonais, connu surtout pour avoir incarné l'un des sept samouraïs du célèbre film d'Akira Kurosawa.

## Biographie
Minoru Chiaki, de son vrai nom Katsuji Sasaki, a tourné dans près de 114 films entre 1949 et 1985.

## Filmographie partielle
- 1949 : Chien enragé (野良犬, Nora-inu?) d'Akira Kurosawa : le patron de la boîte
- 1950 : Rashōmon (羅生門, Rashōmon?) d'Akira Kurosawa : le prêtre
- 1951 : L'Idiot (白痴, Hakuchi?) d'Akira Kurosawa : Mutsuo Kayama, le secrétaire
- 1952 : Vivre (生きる, Ikiru?) d'Akira Kurosawa : Noguchi
- 1952 : La Belle et le Voleur (美女と盗賊, Bijo to tozoku?) de Keigo Kimura : Takeichi no Takamaru
- 1953 : Dans le bas-quartier de Yokocho (もぐら横丁, Mogura Yokochō?) de Hiroshi Shimizu
- 1954 : Les Sept Samouraïs (七人の侍, Shichinin no samurai?) d'Akira Kurosawa : Heihachi Hayashida
- 1955 : Le Retour de Godzilla (ゴジラの逆襲, Gojira no gyakushū?) de Motoyoshi Oda
- 1955 : Vivre dans la peur (生きものの記録, Ikimono no kiroku?) d'Akira Kurosawa : Jiro Nakajima
- 1956 : La Voie de la lumière (宮本武蔵完結編 決闘巌流島, Miyamoto Musashi kanketsuhen: Kettō Ganryūjima?) d'Hiroshi Inagaki
- 1956 : Vampire Moth (吸血蛾, Kyuketsuki-ga?) de Nobuo Nakagawa
- 1956 : Le Cœur d'une épouse (妻の心, Tsuma no kokoro?) de Mikio Naruse : Yoshikazu, le frère de Shinji
- 1957 : Le Château de l'araignée (蜘蛛巣城, Kumonosu jo?) d'Akira Kurosawa : le général Yoshiaki Miki
- 1957 : Les Bas-fonds (どん底, Donzoko?) d'Akira Kurosawa : Tonosama
- 1958 : La Forteresse cachée (隠し砦の三悪人, Kakushi toride no san-akunin?) d'Akira Kurosawa : Tahei
- 1958 : Anzukko (杏っ子, Anzukko?) de Mikio Naruse
- 1959 : La Condition de l'homme : le chemin de l'éternité (人間の条件, Ningen no Jōken?) de Masaki Kobayashi
- 1959 : Une histoire d'amour de Naniwa (浪花の恋の物語, Naniwa no koi no monogatari?) de Tomu Uchida : Hachiemon Tanbaya
- 1960 : Yatarō gasa (弥太郎笠?) de Masahiro Makino : Kichitarō
- 1960 : Meurtre à Yoshiwara (花の吉原百人斬り, Hana no Yoshiwara hyaku-nin giri?) de Tomu Uchida
- 1962 : Le Révolté (天草四郎時貞, Amakusa Shiro Tokisada?) de Nagisa Ōshima : Tanaka
- 1963 : Entre le ciel et l'enfer (天国と地獄, Tengoku to jigoku?) d'Akira Kurosawa
- 1966 : Le Visage d'un autre (他人の顔, Tanin no kao?) de Hiroshi Teshigahara
- 1966 : Le Lac des larmes (湖の琴, Mizuumi no koto?) de Tomotaka Tasaka: Kidayu Momose
- 1985 : Sombre crépuscule (花いちもんめ, Hana ichimonme?) de Shun’ya Itō : Fuyukichi Takano

## Récompenses et distinctions
- 1985 : prix spécial du film Hōchi pour son interprétation dans Sombre crépuscule et pour l'ensemble de sa carrière[4]
- 1986 : Japan Academy Prize du meilleur acteur pour son interprétation dans Sombre crépuscule[5]
- 1986 : prix spécial du film Mainichi pour son interprétation dans Sombre crépuscule et pour l'ensemble de sa carrière[6]